# Osm podivínů z Jang-čou

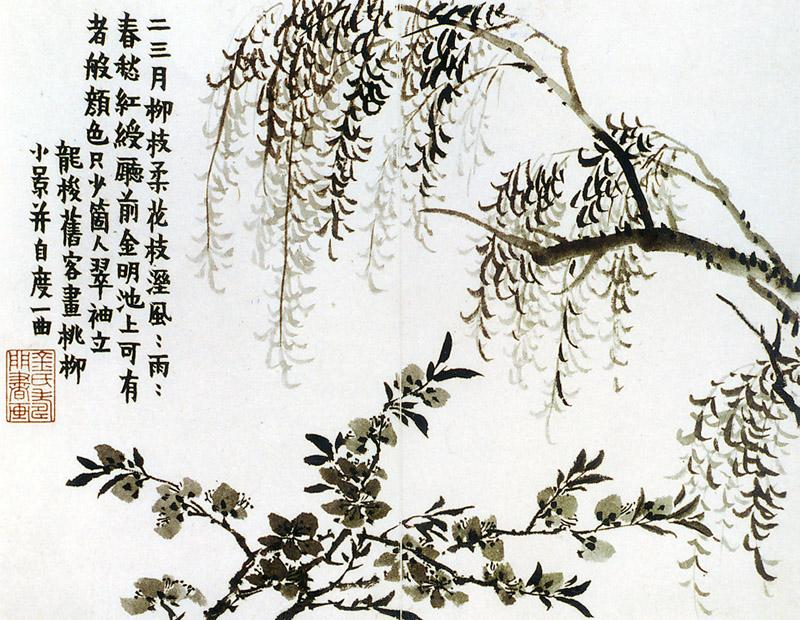
Vrba (1754), Ťin Nung, tuš na papíře, 24,9 x 31,7 cm. Tchienťinské městské umělecké muzeum.

Osm podivínů z Jang-čou (čínsky pchin-jinem Yángzhoū bā guài, znaky zjednodušené 扬州八怪, tradiční 揚州八怪) je název skupiny osmi čínských malířů z Jang-čou známých za dynastie Čching pro své odmítání tradičních představ o malířství ve prospěch expresivního a individualistického stylu.
Byli označováni jako podivíni, protože měl každý z nich silnou osobnost, která byla v rozporu s konvencí té doby. Většina z nich pocházela ze zchudlých či problémových rodin. Pojem podivíni se tak spíš vztahoval k jejich uměleckém stylu než ke společenským výstřednostem.
Osm podivínů se přátelilo s a mělo vliv na malíře jako Kao Feng-chan a další.

## Osm podivínů
Všeobecně přijímaný seznam:
- Wang Š’-Šen (汪士慎) (1686–1759)
- Chuang Šen (黄慎) (1687–1768)
- Li Šan (李鱓/李鳝) (asi 1686 – 1756)
- Ťin Nung (金农) (1687–1764)
- Luo Pchin (罗聘) (1733–1799)
- Kao Siang (高翔) (1688–1753)

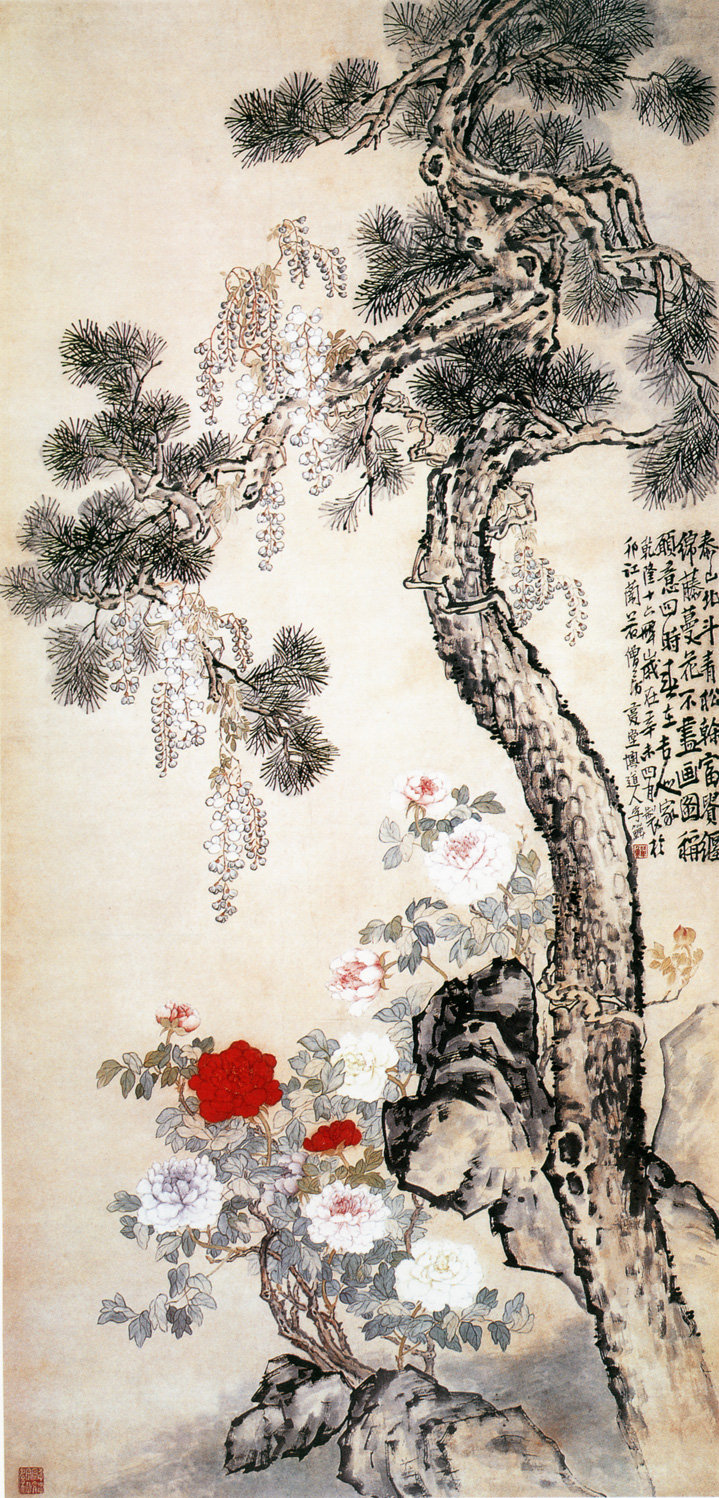
Borovice, kámen a vistárie (松石紫藤图), Li Šan, Šanghajské muzeum

- Čeng Sie (郑燮) (1693–1765), známý také jako Čeng Pan-Čchiao (郑板桥),
- Li Fang-Jing (李方膺) (1696–1755)

Jiné možné seznamy obsahují jména:
1. Chuang Šen, Li Šan, Ťin Nung, Čeng Sie, Li Fang-Jing, Kao Feng-chan, Pien Šou-min, Jang Fa
2. Wang Š’-šen, Chuang Šen, Li Šan, Ťin Nung, Luo Pchin, Čeng Sie, Min Čen, Kao Feng-chan